# Тимушев, Георгий Фёдорович
Георгий Фёдорович Тимушев (1922—1997) — лейтенант Рабоче-крестьянской Красной Армии, участник Великой Отечественной войны, Герой Советского Союза (1945).

## Биография

Могила Тимушева на Троекуровском кладбище Москвы

Георгий Тимушев родился 10 сентября 1922 года в селе Усть-Нем (ныне — Усть-Куломский район Республики Коми). После окончания десяти классов школы поступил в Сыктывкарский государственный педагогический институт, где окончил два курса. В августе 1941 года Тимушев был призван на службу в Рабоче-крестьянскую Красную Армию. В том же году он окончил Архангельское военно-инженерное училище. С февраля 1942 года — на фронтах Великой Отечественной войны. Участвовал в Сталинградской и Курской битвах. Во время битвы за Днепр был легко ранен.
К августу 1944 года лейтенант Георгий Тимушев командовал взводом 106-го инженерно-сапёрного батальона 5-й инженерно-сапёрной бригады 6-й танковой армии 2-го Украинского фронта. Отличился во время освобождения Румынии. 25 августа 1944 года взвод Тимушева успешно захватил железнодорожный и шоссейный мосты через реку Сирет в районе города Текуч и успешно удержал их до подхода основных сил.
Указом Президиума Верховного Совета СССР от 24 марта 1945 года за «образцовое выполнение боевых заданий командования на фронте борьбы с немецкими захватчиками и проявленные при этом мужество и героизм» лейтенант Георгий Тимушев был удостоен высокого звания Героя Советского Союза с вручением ордена Ленина и медали «Золотая Звезда» за номером 8051.
В последующих боях ещё два раза был ранен. После выписки из госпиталя был уволен из Вооружённых Сил по инвалидности. Проживал в Москве. В 1949 году Тимушев окончил физический факультет Московского государственного университета, а затем и аспирантуру в нём же, после чего работал в научно-исследовательском институте ядерной физики. Активно занимался общественной деятельностью. Скончался 30 апреля 1997 года, похоронен на Троекуровском кладбище Москвы (4 уч.).
Был также награждён орденами Отечественной войны 1-й степени, Красной Звезды и «Знак Почёта», рядом медалей.
В 1975 году Тимушеву было доверено доставить на бронетранспортёре факел, зажжённый от Вечного огня на могиле Неизвестного солдата у Кремлёвской стены, к Памятному обелиску, открывшемуся на территории МГУ 6 мая 1975 года к 30-летию Победы.